# RAW (rivista)
RAW è una rivista di fumetti statunitense pubblicata dal 1980 al 1991; venne fondata da Art Spiegelman e da sua moglie Francoise Mouly. Pubblicava sia materiale sperimentale statunitense di autori come Robert Crumb, Gary Panter, Charlie Burns o Ben Katchor, che quello delle avanguardie europea, in particolar modo quella francese di autori come Jacques Tardi e Jacques de Loustal.